# Estación Río Turbio
La Estación Río Turbio es una estación ferroviaria del ramal ferroviario que une la mina de carbón de Río Turbio con el puerto de Punta Loyola, ubicada en la localidad de Río Turbio, departamento Güer Aike , Provincia de Santa Cruz (Argentina). Se trata de la estación terminal, donde además existe una playa de maniobras y otras instalaciones de mantenimiento del ferrocarril.
La estación se inauguró en el año 1951. En sus inicios esta estación recibió el nombre de Ingeniero Bacigalupo  El Ingeniero químico José Andrés Bacigalupo fue un gran impulsor de la explotación del yacimiento carbónifero de El Turbio; murió trágicamente en Plaza de Mayo durante el bombardeo del día 16 de junio de 1955.  El nombre actual le fue otorgado por la mina y río cercano.
La estación forma parte del Ramal Ferro-Industrial de Río Turbio, que une la mina de Río Turbio, en la Cordillera de los Andes y cercana al límite con Chile, con el puerto de Punta Loyola, en cercanías de Río Gallegos. Se trata de un ramal de trocha angosta (750 mm) perteneciente a YCF (Yacimientos Carboníferos Fiscales, actual YCRT) y funciona actualmente sólo para el transporte de carbón.